# Восточный порт (компания)
АО «Восто́чный Порт» ─ крупнейшая стивидорная компания России, специализирующаяся на перевалке каменного угля с использованием автоматизированного конвейерного оборудования. Основной груз порта ─ каменный уголь, добываемый в Кузбассе, Восточной Сибири и на Дальнем Востоке. Полномочия единоличного исполнительного органа АО «Восточный Порт» реализует ООО «Управляющая портовая компания».

## История

### Советское предприятие
История АО «Восточный Порт» берет начало в 1970 году, когда было принято решение о строительстве на Дальнем Востоке в бухте Врангеля под Находкой нового морского порта. Поводом послужило улучшение торгово-экономических отношений и увеличение товарооборота между Советским Союзом и Японией. Строительство началось в декабре 1970 года. В 1971 году строительство было объявлено Всесоюзной ударной комсомольской стройкой. Одновременно с возведением причалов и технических сооружений шло строительство жилья и объектов соцкультбыта для сотрудников, приехавших на ударную стройку со всего Советского Союза. Так на карте Приморья появился новый населенный пункт ─ поселок Первостроителей. 28 февраля 1974 года вышел приказ Министерства морского флота СССР № 36 об организации морского торгового порта «Восточный Порт» в бухте Врангеля. В том же году начал работу его первый причал.
Активное строительство угольного терминала началось в 1975 году. Угольный комплекс был торжественно сдан в эксплуатацию 28 декабря 1978 года. Построенный комплекс мощностью 6,24 млн тонн в год и площадью 40 га стал крупнейшим и самым технически оснащенным углепогрузочным терминалом в СССР. Угольный склад был оснащен стакерами, складирующими уголь в отвалы, и реклаймерами, отправлявшими его из складов на суда. В бухте был построен шестисотметровый пирс на семи свайных оболочках из металлического плоского шпунта. Склад нового комплекса был способен принять на хранение до 1 млн тонн угля.

### Частная компания
В 1992 году морской торговый порт «Восточный Порт» был акционирован.
Угольный комплекс порта стал расширяться: в 1996 году были сданы в эксплуатацию первые объекты второй очереди Угольного комплекса. После его ввода в строй и последующей модернизации мощность Угольного комплекса выросла почти в 4 раза, до 25 млн тонн.
Строительство третьей очереди началось в декабре 2012 года. Для этого на искусственно созданном участке земли площадью 54 га с нуля создана необходимая инфраструктура для современного высокотехнологичного угольного порта. Запуск третьей очереди состоялся в сентябре 2019 года.

## Стивидорная деятельность
В 2016 году «Восточный Порт» поставил рекорд по уровню годовой перевалки угля для российских портов, отгрузив 23,5 млн тонн угольной продукции. Прирост годового грузооборота за год составил 779,5 тыс. тонн (3,4 %).
Основные направления отгрузки ─ Южная Корея 41 %, Япония 26 %, Китай 11 %, Малайзия 7 %, Тайвань 5 %, Вьетнам 5 %, Индия 2 %.

## Оборудование
В 2016 году установлена многоступенчатая система магнитной очистки угля, разработанная специалистами АО «Восточный Порт». Система представлена 34 единицами высокотехнологичного оборудования, включающего 26 магнитных сепараторов, 4 подвесных электромагнита и 4 электромагнитных барабана.

## Третья очередь порта
Старт инвестиционным проектам в портовой отрасли был дан летом 2012 года президентом РФ Владимиром Путиным.
Проект предполагал строительство 4 складов общей вместимостью 780 тыс. тонн и 2 причалов, а также оснащение комплекса высокотехнологичным оборудованием.
В сентябре 2016 года было завершено строительство причала № 51 АО «Восточный Порт», который был возведен в рамках проекта Третьей очереди.
В декабре 2016 года АО «Восточный Порт» стало резидентом Свободного порта Владивосток.
Построенная для развития станции Находка-Восточная федеральная инфраструктура будет передана ОАО «РЖД» безвозмездно.
Запуск третьей очереди состоялся в сентябре 2019 года.
В декабре 2022 года был завершён первый этап строительства причала № 52 третьей очереди. Это позволило увеличить мощность порта с 55 до 58 млн тонн. Глубины у причалов № 51 и № 52 составили 16,5 м, предусмотрено их последующее увеличение до 18 м. Также предусмотрено дноуглубление подходного канала и зоны маневрирования двух причалов до проектной глубины 19 м.
Пи этом длина причального фронта причалов № 51 и № 52 составила 355 м, что даёт возможность ставить под погрузку крупнотоннажные суда класса capesize дедвейтом до 180 тыс. тонн.
В июле 2023 года "Восточный порт" впервые принял под погрузку одновременно два судна типа «кейпсайз» (дедвейт — до 180 тысяч тонн, длина — почти 300 метров), благодаря строительству нового причала с  удлинением причальной линии.
В планах увеличение мощности порта до 70 млн тонн угля в год.

## Экология
По заказу АО «Восточный Порт» в специализированных предприятиях аквакультуры ежегодно выращивается ламинария, трепанги, гребешки и мальки кеты. Все выращенные морские обитатели выпускаются в прибрежные воды залива Петра Великого, на берегах которого расположен порт.